# Duccio di Buoninsegna

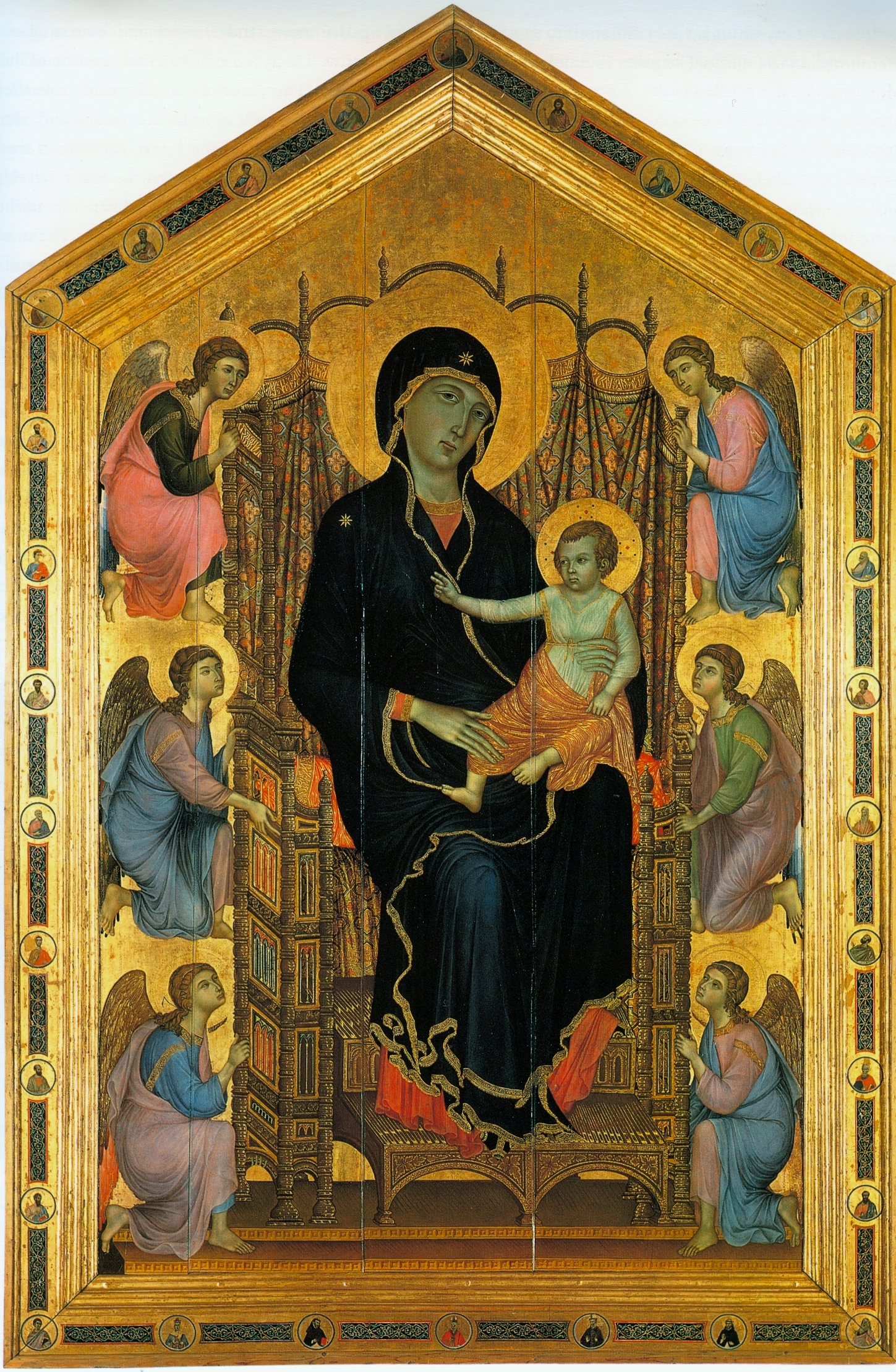
Madonna Rucellai (1285)

Duccio di Buoninsegna (ur. około 1260 w Sienie, zm. w 1318 tamże) – malarz włoski. Pierwszy wielki malarz ze Sieny i założyciel szkoły sieneńskiej.
Mniej nowatorski niż Giotto, bardziej związany ze stylem bizantyńskim i typowymi dla niego cechami: schematem kompozycyjnym, złotym tłem, izokefalizmem. Malował obrazy o tematyce religijnej. Do dziś przetrwało 13 jego dzieł, z czego dwa są datowane: Madonna Rucellai i Maestà dla Duomo w Sienie.
W roku 1278 gmina sieneńska zleciła mu malowanie cassoni - skrzyń na dokumenty.

## Życiorys
Źródła podają, że Duccio był wielokrotnie karany i zaciągnął wiele długów. Oskarżano go m.in. o uprawianie magii, odmowę służby wojskowej, odmowę przysięgi wierności capitano del popolowi, zachowały się również dokumenty mówiące o skazaniu go na kary aresztu i grzywny.
Zachowane dokumenty nie zawierają wiele informacji o jego karierze malarskiej. Był aktywny artystycznie od 1268 roku, jednak rozpoznawalność zyskał po roku 1300 - wówczas był jednym z najważniejszych twórców Sieny.
W 1308 roku Jacomo di Gilberti zlecił mu stworzenie poliptyku dla ołtarza głównego katedry w Sienie. W roku 1311 Maestà została ukończona i zamontowana w ołtarzu św. Sebastiana (aktualnie ołtarz Ukrzyżowania). W 1771 roku fragmenty zostały uszkodzone podczas rozbierania nastawy, a w 1795 roku, kiedy dzieło powróciło do świątyni, niektóre elementy zaginęły lub zostały sprzedane. W 1956 roku częściowo je odrestaurowano, a zachowane fragmenty znajdują się obecnie w muzeach.

## Obrazy
- Madonna Rucellai
- Maestà -  1308 - 1311, deska, 100x57, Museo dell'Opera del Duomo, Siena